# (900) Rosalinde
Pour les articles homonymes, voir Rosalinde.
(900) Rosalinde est un astéroïde de la ceinture principale.

## Description
(900) Rosalinde est un astéroïde de la ceinture principale, découvert le 10 août 1918 par l'astronome allemand Max Wolf depuis l'observatoire du Königstuhl (Heidelberg).

## Nom
L'astéroïde est nommé d'après un personnage de l'opérette La Chauve-Souris de Johann Strauss fils (1825-1899). 
Il ne doit pas être confondu avec Rosalinde, satellite de la planète Uranus, qui est nommé d'après un personnage de Shakespeare. 